# Касл-Рок (Колорадо)
Касл-Рок (англ. Castle Rock) — город в США, являющийся административным центром округа Дуглас штата Колорадо. Самый густонаселённый муниципалитет округа Дуглас. Население города по переписи 2020 года составляло 73 158 человек, что на 51,68% больше, чем в 2010 году. Касл-Рок — самый густонаселённый таун (а не сити) в Колорадо и 14-й по численности населения муниципалитет Колорадо. Касл-Рок входит в состав агломерации Денвер — Аврора — Лейквуд и Фронт-Рейндж.

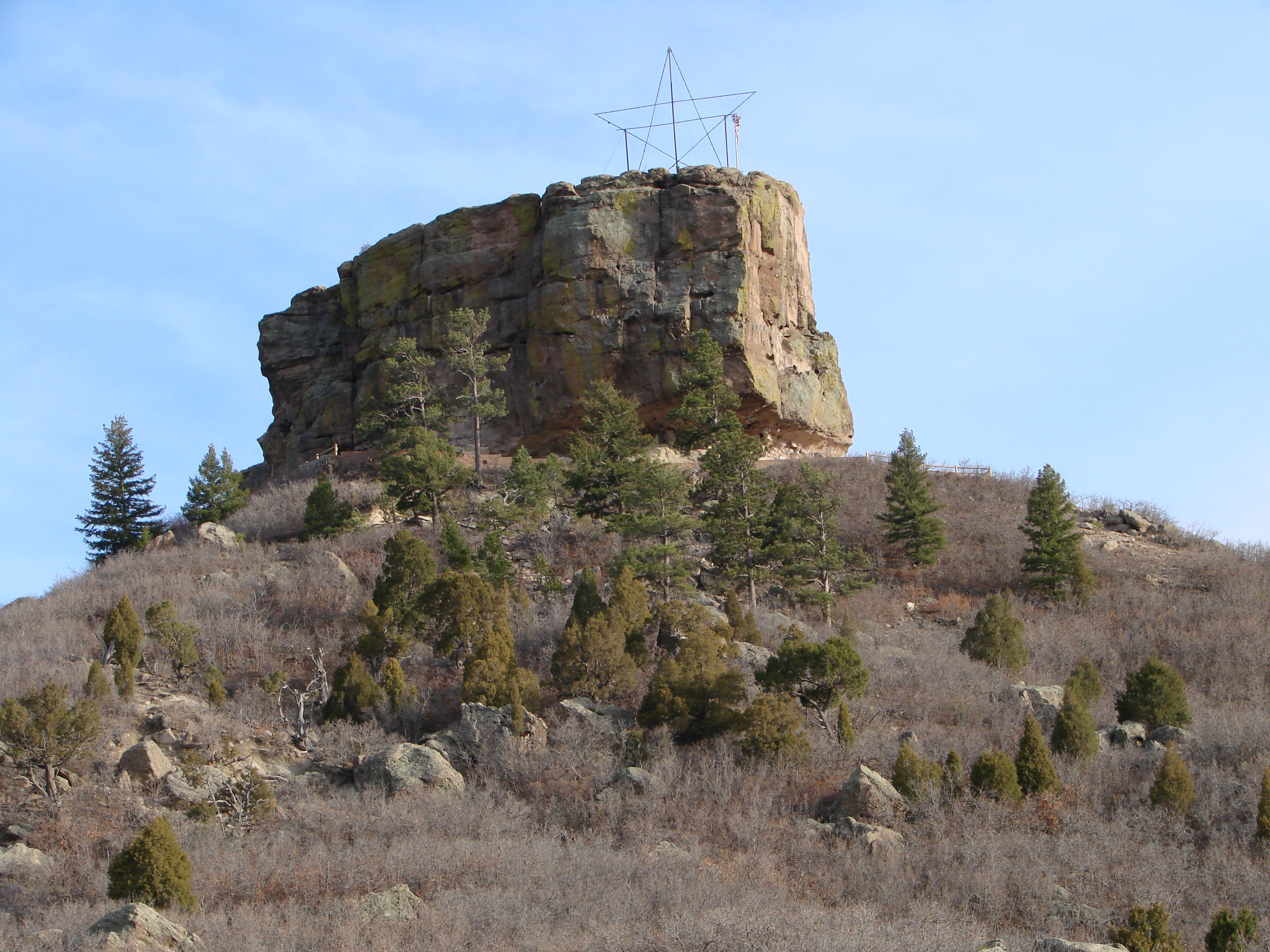
Город назван в честь Касл-Рок (останец)

Город назван в честь возвышающегося холма в форме замка, расположенного недалеко от центра города.

## Демография
| Год переписи                                              | Нас.  |       | %±     |
| --------------------------------------------------------- | ----- | ----- | ------ |
| 1880                                                      | 88    |       | —      |
| 1890                                                      | 315   |       | 258%   |
| 1900                                                      | 304   |       | −3,5%  |
| 1910                                                      | 365   |       | 20,1%  |
| 1920                                                      | 461   |       | 26,3%  |
| 1930                                                      | 478   |       | 3,7%   |
| 1940                                                      | 580   |       | 21,3%  |
| 1950                                                      | 741   |       | 27,8%  |
| 1960                                                      | 1152  |       | 55,5%  |
| 1970                                                      | 1531  |       | 32,9%  |
| 1980                                                      | 3921  |       | 156,1% |
| 1990                                                      | 8708  |       | 122,1% |
| 2000                                                      | 20224 |       | 132,2% |
| 2010                                                      | 48231 |       | 138,5% |
| 2020                                                      | 73158 |       | 51,7%  |
| 2024                                                      | 83213 | [ 7 ] | 13,7%  |
| 1880–2024 Десятилетние переписи населения США 2020 Census |       |       |        |

### Перепись 2010 года
По данным переписи 2010 года, в городе проживало 48 231 человек, насчитывалось 16 688 домохозяйств и 12 974 семьи. Плотность населения составляла 1526,3 человека на квадратную милю (589,3 человека на кв. км). В 17 626 жилых единицах средняя плотность населения составляла 557,8 человека на квадратную милю (215,4 человека на кв. км). Расовый состав населения: 90,7% — белые, 1,7% — азиаты, 1,1% — афроамериканцы, 0,6% — американские индейцы, 0,1% — жители островов Тихого океана, 2,9% — представители других рас и 2,8% — представители двух или более рас. Латиноамериканцы и латиноамериканцы любой расы составляли 10,0% населения.
Из 16 688 домохозяйств в 48,4% проживали дети младше 18 лет, в 65,4% – супружеские пары, в 3,9% – мужчина без жены, в 8,5% – женщина без мужа, а в 22,3% домохозяйств не было семей. Около 17,7% домохозяйств состояли из одного человека, а в 4,0% проживал одинокий человек в возрасте 65 лет и старше. Средний размер домохозяйства составил 2,86 человек, а средний размер семьи – 3,27 человек.
В городе возрастной состав был следующим: 32,4% – до 18 лет, 5,8% – от 18 до 24 лет, 33,0% – от 25 до 44 лет, 22,6% – от 45 до 64 лет, и 6,2% – в возрасте 65 лет и старше. Медианный возраст составил 33,8 года. На 100 женщин приходилось 98,5 мужчин. На 100 женщин в возрасте 18 лет и старше приходилось 95,5 мужчин в возрасте 18 лет и старше.